# Humber Arm
Humber Arm är en vik i Kanada.   Den ligger i provinsen Newfoundland och Labrador, i den östra delen av landet, 1 400 km öster om huvudstaden Ottawa.
I omgivningarna runt Humber Arm växer i huvudsak blandskog. Runt Humber Arm är det ganska tätbefolkat, med 58 invånare per kvadratkilometer.